# Gestas (Pyrénées-Atlantiques)
Gestas ist eine französische Gemeinde mit 75 Einwohnern (Stand 1. Januar 2022) im Département Pyrénées-Atlantiques in der Region Nouvelle-Aquitaine (vor 2016: Aquitanien). Die Gemeinde gehört zum Arrondissement Oloron-Sainte-Marie (bis 2016: Arrondissement Bayonne) und zum Kanton Le Cœur de Béarn (bis 2015: Kanton Saint-Palais).
Der Name der Gemeinde lautet in der baskischen Sprache Jeztaze. Die Bewohner werden entsprechend Jeztaztar genannt. Der Name in der gascognischen Sprache lautet Gestars.

## Geographie
Gestas liegt ca. 35 km nordwestlich von Oloron-Sainte-Marie in der historischen Provinz Béarn als Enklave der historischen Provinz Soule des französischen Baskenlands.
Umgeben wird der Ort von den Nachbargemeinden:
|         | Tabaille-Usquain                            | Montfort  |
| Espiute | Kompassrose, die auf Nachbargemeinden zeigt |           |
|         | Nabas                                       | Rivehaute |

Gestas liegt im Einzugsgebiet des Flusses Adour und liegt am linken Ufer des Saison, einem Nebenfluss des Gave d’Oloron. Zwei Zuflüsse des Saison, der Ruisseau de Sabalot und der Ruisseau d’Usquain, strömen durch das Gebiet der Gemeinde.

## Geschichte
Gestas gehört zur Soule, ist aber vom Gebiet des Béarn umgeben. Die Grundherren von Gestas hatten einen Sitz in der Ständeversammlung des Béarn und genossen gleichzeitig Privilegien der Soule, was nicht unumstritten war. Dennoch behielten sie diese Rechte bis zu einer Entschädigungszahlung im 17. Jahrhundert. Die Gemeinde wusste ihre natürliche Umgebung zu nutzen, indem im 18. Jahrhundert eine Papiermühle am Gave errichtet wurde. Im 20. Jahrhundert entwickelten sich industrielle Aktivitäten, indem eine Zeit lang eine Weberei und ein Sägewerk mit Tischlerwerkstatt betrieben wurde, bevor der Hauptwirtschaftszweig sich wieder auf Ackerbau und Viehzucht verlagerte.
Die Karte von Cassini aus dem Jahre 1750 zeigt die Papiermühle am Gave und die Zugehörigkeit zur Soule.
Toponyme und Erwähnungen von Gestas waren:
- Giestars (12. Jahrhundert, Manuskriptsammlung von André Duchesne, Band 114),
- Gestazium und Gestaas (1384 bzw. 1385, Notare von Navarrenx),
- Gestaas (1385),
- Giestaas (1385, Volkszählung des Béarn) und
- Sanctus Joannes de Gestas (1655, Veröffentlichungen des Bistums Oloron).[6][7]

### Einwohnerentwicklung
Nach Höchstständen der Einwohnerzahl in der ersten Hälfte des 19. Jahrhunderts mit über 220 Einwohnern reduzierte sich die Zahl bei kurzen Erholungsphasen bis zu den 1990er Jahren um insgesamt rund drei Viertel auf rund 60 Einwohner. Anschließend stabilisierte sich die Bevölkerungsgröße auf diesem Niveau.
| Jahr      | 1962 | 1968 | 1975 | 1982 | 1990 | 1999 | 2006 | 2009 | 2022 |
| --------- | ---- | ---- | ---- | ---- | ---- | ---- | ---- | ---- | ---- |
| Einwohner | 107  | 115  | 93   | 85   | 62   | 70   | 68   | 68   | 75   |

## Sehenswürdigkeiten
- Pfarrkirche, gewidmet Johannes dem Täufer. Sie ist im Laufe der Jahrhundertestark verändert worden, aber die Kirche ist zweifellos romanischen Ursprungs. Das einschiffige Langhaus endet in einer dreiseitigen Apsis. Auf der Westseite ragt ein Glockengiebel auf, an dem ein imposanter Turm angebaut ist. Dieser ist nachträglich aus regelmäßigem Mauerwerk bestehend aus kleinen Bruchsteinen errichtet, um einen Einsturz des Glockengiebels zu verhindern. Da mit seinem Bau der bisherige Eingang verdeckt wurde, wurde ein neuer seitlicher Eingang geschaffen. Spuren von Konsolen, dazu bestimmt, Hurden zu halten, sowie eine Bogenscharte in der Apsis bezeugen, dass die Kirche neben der sakralen auch mit einer Verteidigungsfunktion ausgestattet wurde. In der Folgezeit sind Fenster in den Turm eingesetzt worden, so dass sich das Pfarrhaus, später ein privates Wohnhaus, dort einrichten konnte. Die Wände der Kirche sind hauptsächlich aus Sichtmauerwerk mit kleinen Bruchsteinen gebaut, andere Partien zeigen durch ein inhomogenes Mauerwerk aus Kiesel- und Bruchsteinen die einfache Bauweise im Mittelalter. Im Chor, der heute ohne Tafelwerk bekleidet ist, befindet sich der Altar und der Tabernakel aus Holz. Im Zuge einer Restaurierung der Kirche ist der Chor mit zwei Glasfenstern aus dem Jahre 1932 verschönert, Werke des Glasmalers Arrencau aus Pau.[11][12]

- Maison du Crestia. „Crestia“ heißt zwar „Christ“ in der okzitanischen Sprache, in der gascognischen Sprache bedeutet es aber „Cagot“. Cagots waren im gesamten Südwesten Frankreichs, insbesondere aber im Béarn, eine von der Gesellschaft ausgeschlossene Minderheit, deren Gründe immer noch unerklärlich sind. Die Cagots waren von zahlreichen Verboten und Besonderheiten betroffen, z. B. mussten sie die Kirche über einen separaten Eingang betreten, es gab eigene Weihwasserbecken und eigene Plätze im Hintergrund der Kirche. Cagots bewohnten dieses Haus vermutlich bis zum Beginn des 20. Jahrhunderts.[13]

- Ehemalige Papiermühle von Gestas, im 18. Jahrhundert am Ufer des Gave d’Oloron errichtet. Eine Wassermühle diente als Antrieb für den Betrieb. Als die Papiermühle im 20. Jahrhundert zu einem Sägewerk mit Tischlerei umgebaut wurde, wurde die Wassermühle durch Turbinen ersetzt, die die Wasserkraft des Flusses nutzten. Die Gebäude sind heute verlassen.[14]

## Wirtschaft und Infrastruktur

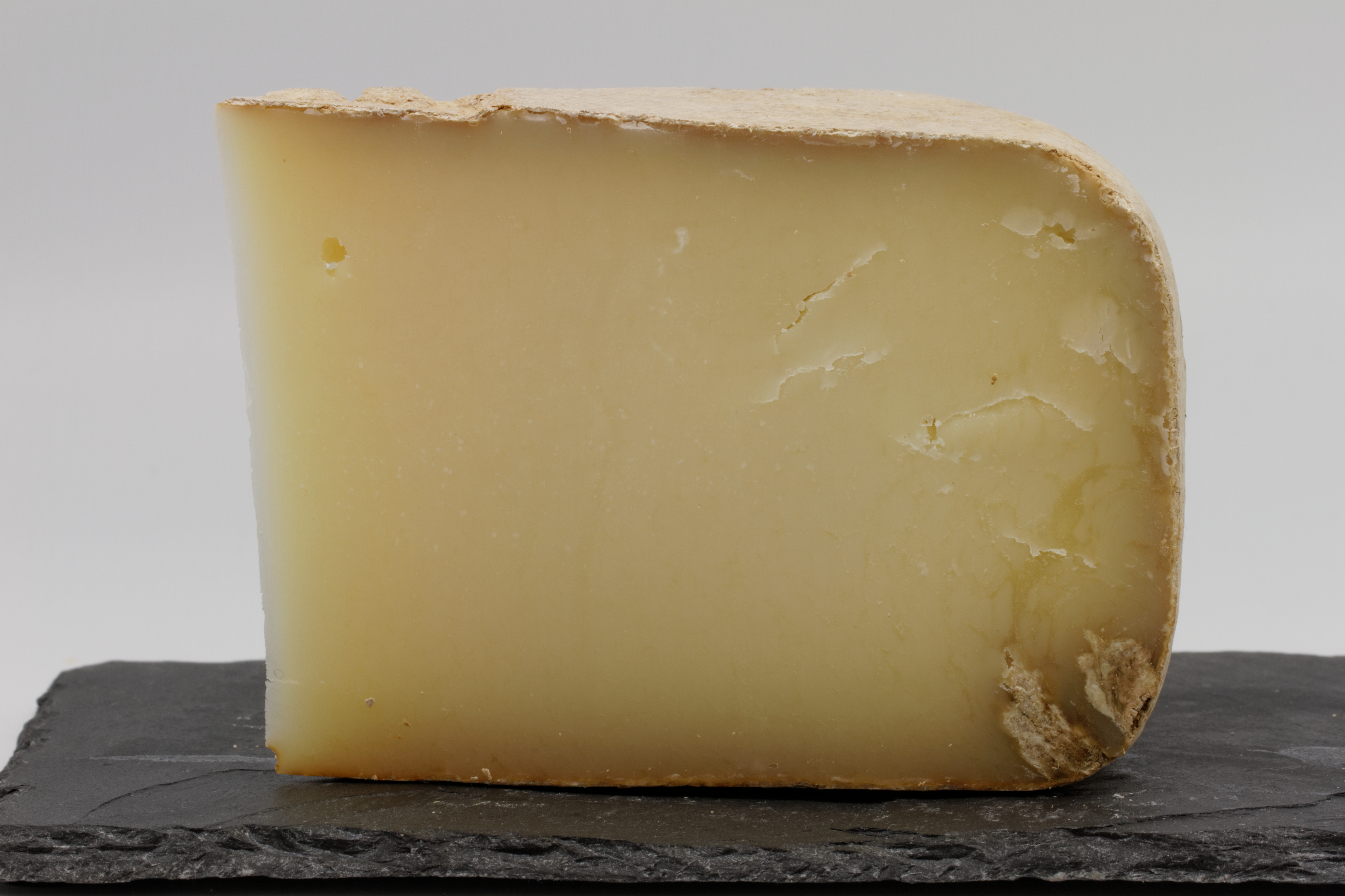
Ossau-Iraty

Die Landwirtschaft ist der wichtigste Wirtschaftsfaktor der Gemeinde. Gestas liegt in den Zonen AOC des Ossau-Iraty, eines traditionell hergestellten Schnittkäses aus Schafmilch, sowie der Schweinerasse und des Schinkens „Kintoa“.

### Verkehr
Gestas ist erreichbar über die Routes départementales 23, 265 und 723.